# Cleostratus (Mondkrater)
Cleostratus ist ein Einschlagkrater auf dem Mond. Er liegt am nordwestlichen Rand der Mondvorderseite. Durch seine Randlage erscheint er von der Erde aus stark verzerrt und ist infolge der Libration auch nicht immer sichtbar. Er liegt südöstlich von Pythagoras und nordöstlich des Oceanus Procellarum.
| Buchstabe | Position           | Durchmesser | Link |
| --------- | ------------------ | ----------- | ---- |
| A         | 62,64° N, 77,59° W | 36 km       |      |
| E         | 60,91° N, 79,7° W  | 21 km       |      |
| F         | 61,5° N, 80,59° W  | 49 km       |      |
| H         | 61,24° N, 82° W    | 13 km       |      |
| J         | 61,4° N, 83,66° W  | 19 km       |      |
| K         | 62° N, 81,09° W    | 17 km       |      |
| L         | 62,27° N, 79,3° W  | 10 km       |      |
| M         | 61,5° N, 75,16° W  | 9 km        |      |
| N         | 60,64° N, 73,73° W | 5 km        |      |
| P         | 59,57° N, 73,19° W | 7 km        |      |
| R         | 58,89° N, 73,24° W | 6 km        |      |

Der Krater wurde 1935 von der IAU nach Kleostratos von Tenedos offiziell benannt.

## Weblinks

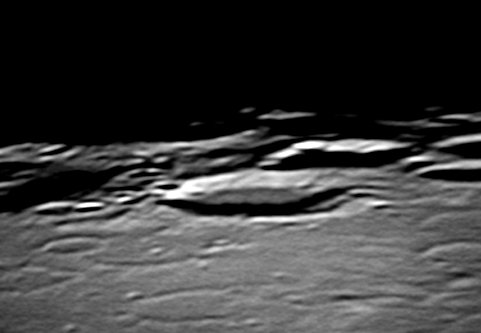
Cleostratus in einer Teleskopaufnahme